# Tony Christie

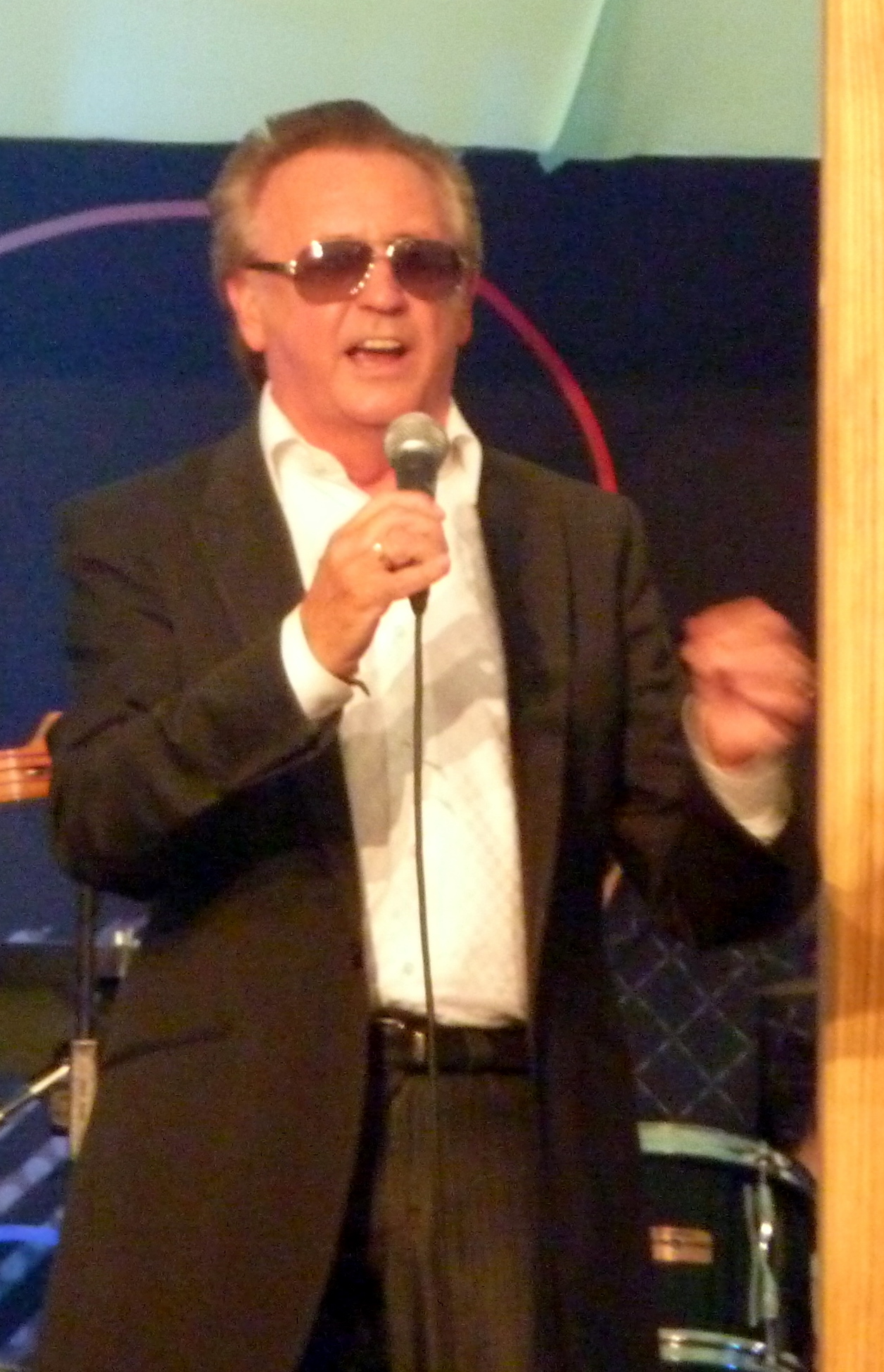
Tony Christie

Tony Christie, geboren als Antony Fitzgerald (Conisbrough, 25 april 1943), is een Engelse zanger die in de jaren 70 succesvol was met hits als I Did What I Did for Maria (1971) en (Is This the Way to) Amarillo (1971).
Deze laatste plaat was op 11 december 1971 Alarmschijf bij de zeezender Radio Veronica en werd ook veel gedraaid op Hilversum 3. De plaat werd een enorme hit en bereikte de 4e positie in de Nederlandse Top 40 en de Hilversum 3 Top 30.
Daarnaast had Christie een kleine hit met Avenues and Alleyways, dat het themanummer was voor de populaire Britse televisieserie The Protectors.

## Singles
- 1966: Life's Too Good to Waste
- 1968: My Prayer
- 1968: Turn Around
- 1971: I Did What I Did for Maria
- 1971: (Is This the Way to) Amarillo (Alarmschijf)
- 1971: Don't Go Down to Reno
- 1971: Las Vegas
- 1971: Avenues and Alleyways
- 1975: Happy Birthday Baby
- 1979: Sweet September
- 1999: Walk Like a Panther
- 1994: Memories of Monte Carlo

### NPO Radio 2 Top 2000
Van Tony Christie stond alleen (Is This the Way to) Amarillo in 2000 in de NPO Radio 2 Top 2000, op plek 1651.
- Bibliothèque nationale de France: cb141645474 (data)
- Gemeinsame Normdatei: 13434703X
- International Standard Name Identifier: 0000 0000 5517 8309
- Library of Congress Control Number: no2006033179
- MusicBrainz: fa737b46-90a1-4e68-93a0-6425bbaa353e
- Nationale Bibliotheek van Tsjechië: mzk2005280290
- Système universitaire de documentation: 080715842
- Virtual International Authority File: 44508645
- WorldCat: E39PBJqfKf6bVdkprbkkbY8pyd